# Apio Claudio Pulcro (cónsul 79 a. C.)
Apio Claudio Pulcro  fue un político romano del siglo I a. C. Era nieto del cónsul del año 130 a. C. Apio Claudio.
Fue un defensor de Lucio Cornelio Sila y sirvió como pretor en 88 a. C. Fue exiliado en ese año por Cayo Mario, mientras Sila estaba ausente en el este. Regresó a Roma después de que Lucio Cornelio Cinna murió en 84 a. C. y ejerció como cónsul en 79 a. C., a pesar de que había fracasado como candidato a ser edil curul. Posteriormente fue gobernador de Macedonia de 78 a. C. a 76 a. C., donde rechazó a los tracios; murió allí poco después, siendo su sucesor en el cargo Cayo Escribonio Curión.

## Descendencia
Apio Claudio Pulcro estaba casado con Cecilia Metela y fue el padre de Apio Claudio Pulcro, Clodia Tercia, Cayo Claudio Pulcro, Clodia (esposa de Lúculo), Clodia (esposa de Quinto Cecilio Metelo Céler) y Clodio. La elección de dos de sus hijos de cambiar las vocales en su nombre refleja el movimiento de algunos de los miembros del más antiguo gens romano a favor del dialecto plebeyo del latín, que usaba "O" en lugar del dialecto de los patricios con el diptongo "AU".